# Beyens (familie)

Het wapen van de familie Beyens

Beyens is een Belgische familie van juristen en diplomaten die oorspronkelijk uit het dorp Nazareth (Oost-Vlaanderen) stamt. De familie werd in 1851 in de adel opgenomen.

## De familie Beyens uit Nazareth
De naam Beyens is ruim verspreid in Nazareth, in Deinze en meer algemeen in het Gentse. In het begin van de zeventiende eeuw behoorden al leden van de familie tot de notabelen. Een Lieven Beyens was in 1652 burgemeester van Nazareth.
In het eerste kwart van de achttiende eeuw trouwde Franciscus Beyens, geboren in Nazareth op 7 augustus 1691 met Josine (Judoca) Van Acker. Franciscus was de zoon van Paulus Beyens, geboren in Nazareth op 29 oktober 1659, en van Joanna Vermeersch en de kleinzoon van Laurentius Beyens en Petronella Wouters. Het gezin Beyens-Van Acker woonde in Wontergem bij Deinze en had vijf kinderen, alle in Wontergem geboren:
- Petrus Beyens (geboren 21 januari 1721)
- Jean-François Beyens (geboren 18 januari 1723)
- Joseph Beyens (geboren 5 januari 1725)
- Jacobus Beyens (geboren 15 februari 1727)
- Petrus-Franciscus Beyens (geboren 16 februari 1731). De voornaam doet aannemen dat de eerste Petrus ondertussen overleden was.

Over het beroep van Franciscus Beyens-Van Acker is vooralsnog geen volledige zekerheid, maar waarschijnlijk was hij landbouwer (herenboer?) op de hoeve Ter Linden.
Anno 2017 leefden er nog drie mannelijke telgen, de laatste geboren in 1968; in de jongste generatie zijn er geen mannelijke telgen waardoor het geslacht op uitsterven staat.

## Pierre François Beyens en zoons
Pierre-François Beyens (Wontergem, 16 februari 1731 - Deinze 24 augustus 1794), bijgenaamd 'de Rijke Deinzenaar', was getrouwd met de Gentse Marie-Jeanne Camberlyn (1724-1801). Zij was een dochter van Egide Camberlyn, die zich de heerlijkheid van Amougies (of Amengijs) had aangeschaft, en van Marie-Jeanne Amelot, en een zus van Egide Guillaume Camberlyn, die pensionaris was van de Keure in Gent.
Woonde Beyens als jongeman op de hoeve Ter Linden, dan bewoonde hij later een herenhuis in 'Tusschenbruggen' (nu Tolpoortstraat), op een eigendom palende aan het kasteel van Deinze. Hij werd notaris in Deinze (1751-1794) en was schepen en vervolgens burgemeester van deze stad over de periode 1777-1784 en 1788-1792.
Onder het ancien régime was hij baljuw van Deurle en Bachte, griffier of ontvanger van een aantal parochies en heerlijkheden zoals Astene, Gottem, Wontergem, Zeveren, alsook ontvanger van het klooster van Melle. Hij was ook vanaf 1769 lid van de Sint-Jorisgilde in Deinze.
Met Marie Jeanne Camberlyn had hij vijf dochters en vijf zoons (zie genealogische schets hierna).
Hierna volgen de zoons die de volwassen leeftijd bereikten en alle vier studeerden aan de universiteit van Leuven. Ze werden in Leuven ingeschreven als volgt:
1. Constantin op 14 januari 1778,
2. Albert op 23 januari 1781,
3. Eugène op 7 januari 1783,
4. Jean-Baptiste op 12 januari 1786.

Ze werden niet als 'nobiles' maar als burgers vermeld op het inschrijvingsregister.

### Constantin Beyens
Constantin Beyens (Deinze, 15 september 1758 - Gent, 12 december 1808) was het vierde kind van het echtpaar Beyens-Camberlyn en de eerste die in leven bleef. Hij deed rechtenstudies in Leuven en begon in 1784 te werken als co-notaris, naast zijn vader. Hij was ook griffier van Zeveren. In 1790 werd Beyens een actieve patriot en na eerst in Brussel betrokken te zijn bij de opstandelingen, trok hij mee naar Namen met het leger van generaal Jan Andries vander Mersch.
In 1791 kwam hij voor als een rijk en populair advocaat en notaris. Hij stond klaar om zich achter de revolutionaire ideeën te scharen. Na de eerste Franse inval werd op 11 december 1792 een gemeenteraad voor Deinze verkozen, met twaalf 'provisionele representanten', waar Constant Beyens deel van uitmaakte. Na de definitieve aanwezigheid van de Fransen, vanaf juni 1794, werd hij hoofdsecretaris van de kantonregering. Hij bleef dit vier jaar, maar bleef tevens notaris. Wanneer in 1797 de gemeente Deinze werd opgericht, bleef Constant lid van het bestuur. Hij richtte ook een 'Cercle Constitutionnel' op, die vergaderingen hield in de Tempel van de Wet. In 1798 zorgde hij ervoor dat de 'Tempel' weer de Onze-Lieve-Vrouwekerk werd.
In april 1800 werd hij sous-préfet in Oudenaarde. In 1803 werd hij, zoals twee van zijn broers, lid van de loge Les Amis Philantropes in Brussel. Hij had wellicht geen al te goede reputatie. In een confidentieel verslag van Binnenlandse zaken gericht aan Napoleon in voorbereiding op zijn bezoek aan de Zuidelijke Nederlanden in 1803, werd hij beschreven als 'de enige sous-préfet over wie ongunstig wordt gerapporteerd'. Hij stierf in Gent in de woning van zijn broer Albert in 1808, als gevolg van wat werd gemeld als een 'bloedspuwing'.

### Albert Guillaume Marie Beyens
Albert Guillaume Marie Beyens (Deinze, 8 november 1760 - Brussel, 7 november 1827), die een tweelingzus had, Isabelle Beyens (gestorven voor 1767), was de tweede zoon van Pierre-François Beyens die in leven bleef . Hij studeerde aan de universiteit van Leuven, waar hij in 1781 werd ingeschreven in 'De Valk' (in tegenstelling tot zijn broers werd hij vermeld als 'Kortrijkzaan') en behaalde er het licentiaat in de rechten. Vanaf 1787 was hij advocaat bij de Raad van Vlaanderen in Gent. Hij ontplooide ook enige politieke activiteit en werd in 1792 schepen van de Burggravije van Gent. Hij schreef in die periode drie juridische werken die in handschrift bewaard zijn gebleven:
- Commentaire sur la Coutume d'Alost
- Notulen op de Costuymen van Gent
- Reflexiones ad Consuetudines Gandavenses.

In de Franse tijd, na 1794, bleef hij advocaat in Gent. Hij was al 39 toen hij in 1800 trouwde met de 22-jarige Suzanne Mouriau (1778-1814). In datzelfde jaar werd hij benoemd tot voorzitter van de rechtbank van eerste aanleg in Gent (1800-1810). De rapporten over hem waren lovend. Prefect Faipoult schreef: Instruit, intelligent, connaît la jurisprudence flamande en de regeringscommissaris: aucun juge n'est capable de le remplacer.
In 1803 trad hij in Brussel als leerling toe tot de vrijmetselaarsloge Les Amis Philantropes. Het jaar daarop en tot in 1807 stond hij op de ledenlijst als meester, waarna hij als honorair lid stond ingeschreven. In 1808 werd hij docent aan de pas opgerichte École spéciale de droit.
Hij had een uitgebreide bibliotheek waarvan in 1804 de Gentse drukker-boekhandelaar De Goesin een inventaris opmaakte. De catalogus werd in vijf boekdelen gedrukt. Hij stond trouwens in hoog aanzien in de rechterlijke wereld. Procureur-generaal Frans Jozef Beyts schreef onder meer over hem, na 1810, toen Beyens al in ongenade was: “Ik heb zijn zittingen bijgewoond. Niets overtreft zijn behendigheid, zijn gemak om zaken op te lossen, zijn trefzekere kijk. Hij is van een erkende eerlijkheid, identificeert zich met het Burgerlijk wetboek en het Wetboek van burgerlijke procedure, hij past ze toe en bestudeert ze met passie, ze liggen op zijn tafel bij het ontbijt en op zijn nachttafel, hij heeft buitengewone talenten.”
Het jaar 1809 werd dramatisch voor Beyens. Om zijn aankopen van nationale goederen te financieren (hij had circa 66 ha grond aangekocht) had hij wissels ondertekend ten gunste van de bankier Josse Bernard Goethals. Deze ging failliet en sleurde Beyens hierin mee. Niet alleen eisten de schuldeisers van Beyens de betaling van de ontleende gelden, maar Goethals had blijkbaar ook valse wissels gemaakt op naam van Beyens, die failliet werd verklaard hoewel hij geen handelaar was. Na verzet van zijn kant werd dit door de Gentse rechtbank omgezet in staat van kennelijk onvermogen, maar het Beroepshof in Brussel bevestigde het faillissement.
De belagers van Beyens publiceerden een naamloos pamflet dat met scherp schoot op de voorzitter. Er kwam ook een drukwerkje in omloop onder de titel Prophétie tirée d'un vieux manuscrit, waarin zelfs gesuggereerd werd dat hij meer wist over de dood van zijn broer. Beyts deed hem bij zich komen en verplichtte hem zijn ontslagbrief te ondertekenen. Vanwege zijn goede reputatie werd hij echter niet in de steek gelaten door de overheid. Hij mocht naar Amsterdam verhuizen, waar hij docent werd aan de School voor Recht en tegelijk schreef hij zich in aan de Balie. Hij schreef in Amsterdam weer juridische werken:
- Projet d'une loi relative à la procédure civile (1811)
- Projet de code pour le royaume de Hollande (1812).

Ook deze twee werken bleven in handschrift bewaard.
In 1817 kwam de weduwnaar Beyens, die in Amsterdam niet alleen zijn vrouw maar ook een dochter verloren had, samen met zijn andere dochter naar de Zuidelijke Nederlanden terug. Dochter Henriette trouwde met de uit Roeselare afkomstige advocaat Jean-Bernard Dubois, die zich in Gent vestigde, waar hij onder meer actief was binnen de liberale partij. Albert Beyens vestigde zich in Brussel en schreef er zich in bij de Balie. Op korte tijd verwierf hij een aanzienlijke reputatie en werd vooral aangesteld door burgers die de Nederlandse staat of zelfs koning Willem I aanvielen. In 1818 trad hij op voor de heren Donny en Crawford die vergoedingen eisten van de Staat, en die van een persdelict beschuldigd werden omdat ze hun eisen door krantenartikels kracht hadden bijgezet. In 1820 verdedigde hij samen met zijn broer en nog vijf andere advocaten de schrijver Van der Straeten die tegen het Verenigd Koninkrijk opkwam. Hun verdediging viel zodanig in slechte aarde bij de overheid dat de zeven advocaten geschorst werden en in beschuldiging gesteld. Dit veroorzaakte zoveel politieke oproer dat de Kamer van inbeschuldigingstelling zich beperkte tot het opleggen van een disciplinaire straf, zonder verdere vervolging.

### Eugène-Frans Beyens
Eugène-Frans Beyens (Deinze, 25 mei 1762 - Gent, 10 oktober 1793) werd doctor in de godgeleerdheid in Leuven (ingeschreven in 1783, studeerde tot in 1790) en werd op 8 september 1787 in Gent tot priester gewijd. Hij was pas vooraan in de dertig toen hij stierf.

### Jean-Baptiste Justin Beyens
Jean-Baptiste Justin Beyens (Deinze, 5 juni 1766 - Brussel, 1 november 1829) was het negende kind van het echtpaar Beyens-Camberlyn. Hij studeerde in Leuven (ingeschreven in 1786) en haalde er uitstekende resultaten en het diploma van licentiaat in beide rechten. In 1791 vestigde hij zich in Gent als advocaat bij de Raad van Vlaanderen. Nadat de Fransen de Zuidelijke Nederlanden hadden veroverd, trok Jean-Baptiste op reis naar Amsterdam en Hamburg. Nadat hij terugkwam, begon een nieuwe loopbaan. Hij werd openbare aanklager op het strafhof in Gent en werd lid van het stadsbestuur. In 1798 werd hij met enkele andere gemeentebestuurders aan de deur gezet, in een periode dat het Directoire alle gematigden afdankte.
In 1797 werd hij docent in de Centrale school van het Scheldedepartement. Maar de dictatoriale commissaris Grégoire Du Bosch beklaagde er zich over dat tijdens zijn afwezigheid een 'ennemi du peuple' was benoemd en hij zond hem wandelen. Voortaan voerde Beyens de strijd aan tegen Du Bosch. In juli 1799 was het aan Du Bosch om de plaats te ruimen en voor goed uit de Gentse politiek te verdwijnen. Tegen die tijd had Jean-Baptiste 168 ha. nationale goederen aangekocht. Hij genoot niet van zijn Gentse overwinning maar verhuisde naar Brussel waar hij zich als advocaat en pleitbezorger vestigde in de Wetstraat. Hij werd bijna onmiddellijk lid van 'Les Amis Philantropes' en in tegenstelling tot zijn twee broers bleef hij er vele jaren actief lid. In 1814, hij was toen achtenveertig, trouwde hij in Ieper met de 22-jarige Isabelle Fonteyne (1792-).
Als advocaat werd Beyens vooral, soms samen met zijn broer, de grote verdediger van burgers tegen het gezag binnen het Verenigd Koninkrijk. Enkele van die memorabele zaken waren:
- De beheerders van de burgerlijke godshuizen in Gent tegen graaf Vilain XIIII die nog bedragen van zijn vader Philippe Vilain XIIII verschuldigd was.
- Thérèse Dons de Lovendeghem tegen haar vader Louis-Ferdinand Dons de Lovendeghem.
- Priester Leon de Foere, die een veroordeling van twee jaar opliep als uitgever van Le Spectateur Belge.
- Charles Van der Straeten, de auteur van De l'état actuel du Royaume des Pays-Bas et des moyens de l'améliorer (1819), die hij samen met zijn broer en vijf andere gerenommeerde advocaten verdedigde, wat hem, zoals aan hen, een schorsing opleverde.
- De vicarissen Ambrosius Goethals en Frans Martens, die na vier jaar voorarrest werden vrijgesproken. Beyens verdedigde ze samen met Pierre-Théodore Verhaegen, zijn vrijmetselaarsgezel.

Jean-Baptiste Beyens overleed enkele maanden voor de Belgische revolutie uitbrak. Hij werd er later als een van de voorboden van gezien en in de Biographie Nationale is over hem en zijn broer geschreven “dat ze met hun energie en talent behoren tot diegenen die de Belgische revolutie van 1830 hebben voorbereid en doen losbreken”.
Zijn dochter Hortense trouwde later met de bekende Nederlandse generaal Hubert Joseph Jean Lambert de Stuers. Zijn zoon Eugène ging echter volledig op in het nieuwe Belgische koninkrijk.

## Eugène Beyens

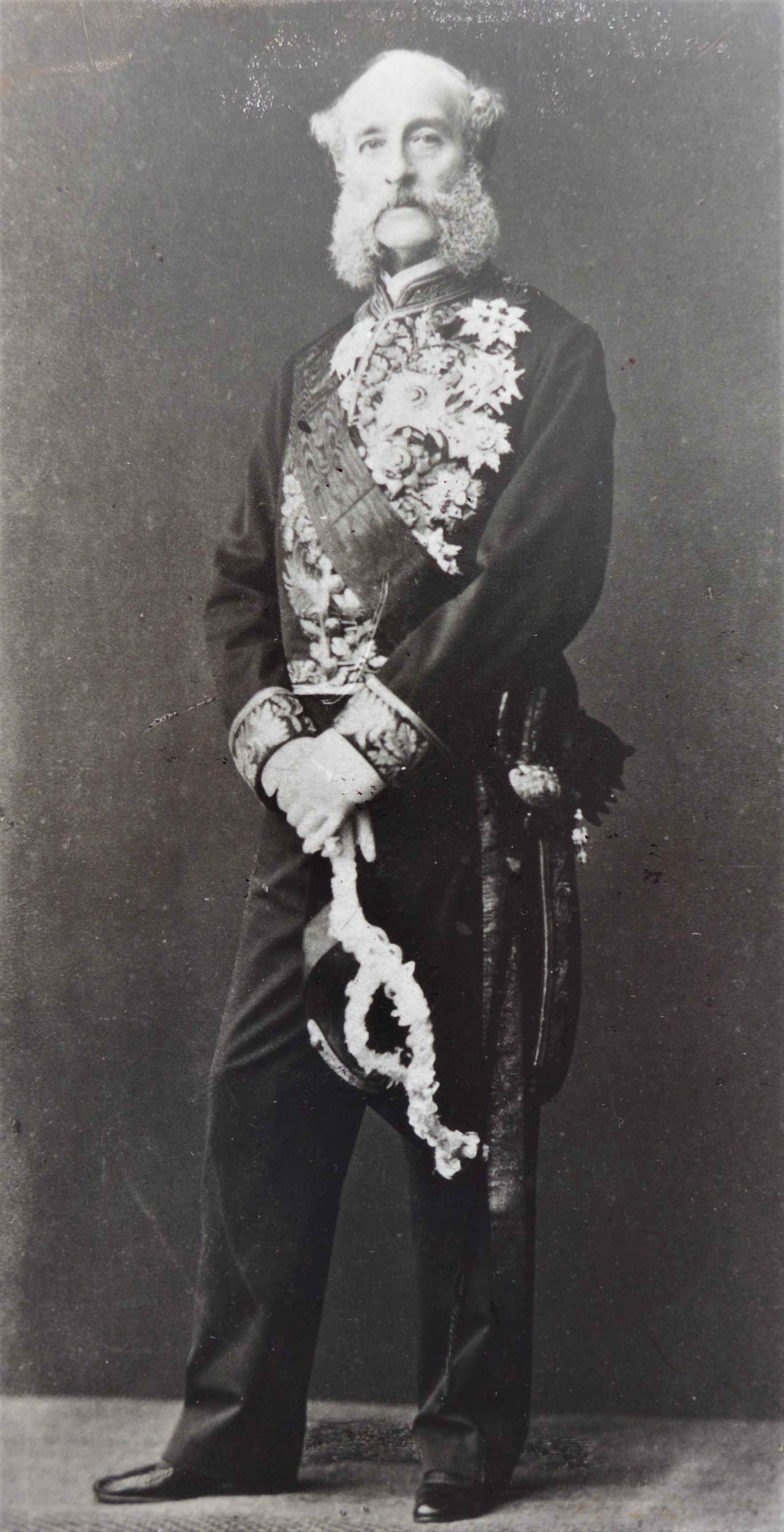
Baron Eugène Beyens (1816–1894), Belgisch ambassadeur in Parijs

Eugène Beyens (Brussel, 12 november 1816 - Presle, 17 juli 1894) werd Belgisch diplomaat. Hij trouwde in Madrid op 29 juni 1851 met Maria de las Mercedes Alcala Galiano y Valencia (Madrid 1828 - Parijs 1917), dochter van de graaf van Casa Valencia.
Hij was een van de eerste diplomaten van het koninkrijk België. Na het herstel van de vrede met Nederland was hij na 1840 diplomaat in Den Haag, vervolgens in Madrid waar hij trouwde. In 1850 behoorde hij tot het Belgisch gezantschap in het hertogdom Coburg. In 1853 werd hij benoemd bij de ambassade in Parijs. Zijn vrouw was bevriend met keizerin Eugénie, de echtgenote van Napoleon III. Het keizerlijk echtpaar werd peter en meter van hun zoon Napoléon-Eugène. In 1864 werd Eugène Beyens ambassadeur in Parijs en bleef dit tot aan zijn dood.
Op 26 november 1850, toen hij eerste legatiesecretaris van het Belgisch gezantschap was bij het hof van Coburg, werd hem door hertog Ernst II van Saksen-Coburg en Gotha een erfelijke baronstitel ('Freiherr') verleend, overdraagbaar op alle nakomelingen. Deze verlening had geen rechtskracht in België. Op 15 juli 1851 volgde een erkenning van erfelijke adel binnen de Belgische adel, met verlening van de baronstitel, eveneens overdraagbaar op alle mannelijke en vrouwelijke nakomelingen die de naam Beyens droegen.
In de periode tussen 1855 en 1876 werd Beyens opgenomen in de Brusselse loge Les Amis Philanthropes.

## Napoléon-Eugène Beyens

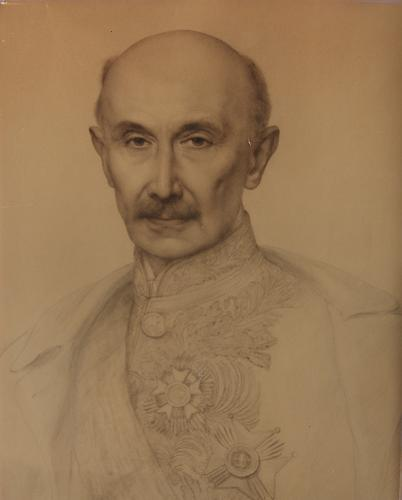
Baron Napoleon-Eugène Beyens (1855-1934), minister van Staat, minister van Buitenlandse zaken

Napoleon-Eugène Beyens (Parijs, 24 maart 1855 - Brussel, 3 januari 1934), zoon van ambassadeur Eugène Beyens, trouwde met Marguerite Oppenheim (1871-1949), dochter van een Frankfurtse bankier.
Hij begon in 1877 aan een diplomatieke carrière. Hij werkte eerst een jaar in Parijs, als medewerker van zijn vader. Hij werd vervolgens, na een zending van een jaar in Madrid, kabinetsmedewerker bij koning Leopold II, onder Jules Van Praet en Jules Devaux. In 1887 werkte hij weer met zijn vader in Parijs en volgde hem als zaakgelastigde tijdelijk op toen hij in 1894 overleed. Hij was vervolgens ambassaderaad in Teheran (1894) en Boekarest (1896-1906). In 1910 werd hij kabinetschef van koning Albert I, met de zeldzame titel van Ministre de la Maison du Roi. De koning werd peter van zijn derde zoon. In 1912 werd Beyens ambassadeur in Berlijn en hij was het die de oorlogsverklaring van het Duitse Keizerrijk moest in ontvangst nemen.
In 1915 werd hij tot minister van Staat benoemd en van 1915 tot 1917 was hij minister van Buitenlandse Zaken in de regering-De Broqueville I in ballingschap. Het jaar 1917 was het cruciale jaar waarin van verschillende zijden vredesinitiatieven werden genomen. Toen het ogenblik aangebroken leek dat er beslissende onderhandelingen zouden plaatsvinden, schoof eerste minister Charles de Broqueville Beyens aan de kant om zelf de portefeuille Buitenlandse zaken op zich te nemen. De ene poging na de andere mislukte echter en de oorlog zou nog tot einde 1918 duren.
In 1920 werd door de Volkenbond aan Beyens en twee andere diplomaten de taak toevertrouwd om het geschil op te lossen dat gerezen was tussen Zweden en Finland over het bezit van de Ålandseilanden. Van 1921 tot 1925 was hij ambassadeur bij de H. Stoel. Hij was ook historicus en publiceerde verschillende werken over internationale betrekkingen, zoals:
- Le second Empire. Ed. Desclée, De Brouwer, 1924
- Deux années à Berlin, 1931
- Quatre ans à Rome, 1934.

Hierdoor werd hij eerst tot corresponderend en vervolgens tot effectief lid benoemd van de Académie royale de Belgique.
Koning Albert was op zijn uitvaart aanwezig, zes weken voor hij zelf tragisch om het leven kwam.

## Antoine Beyens

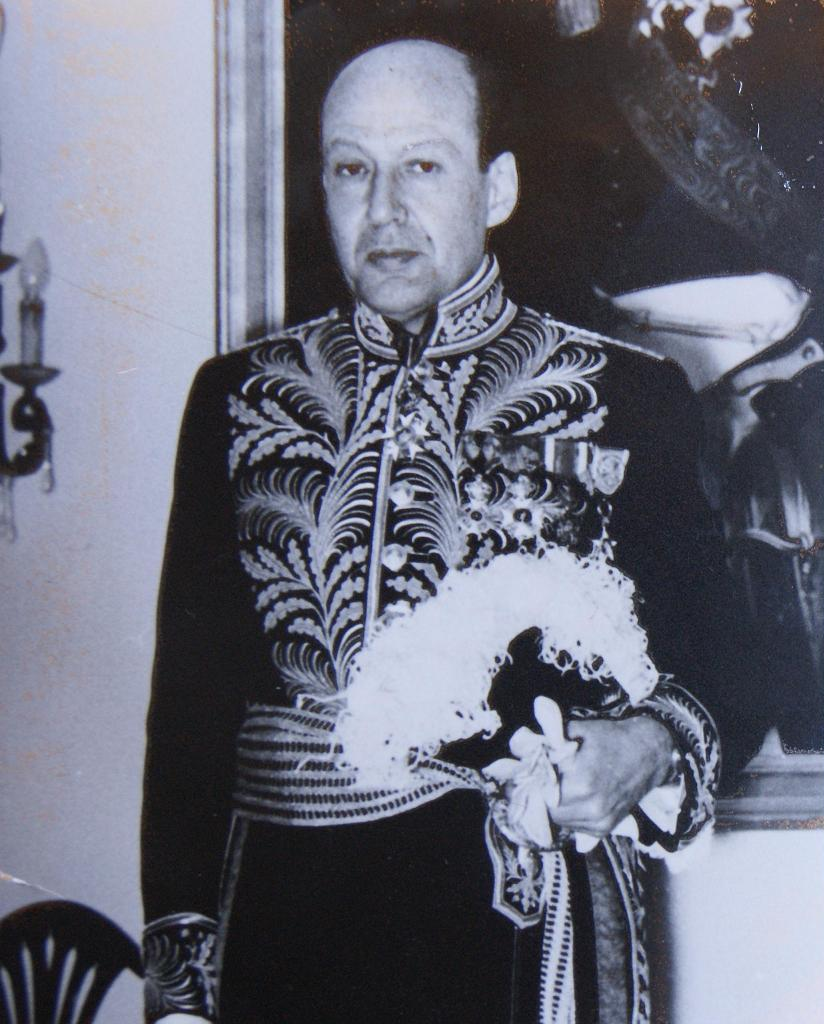
Baron Antoine Beyens (1906-1995), Belgisch ambassadeur

Antoine Nicolas Beyens (Parijs, 6 oktober 1906 - Brussel, 15 december 1995) was de zoon van Napoleon-Eugène Beyens. Hij trouwde met Simonne Goüin (Parijs, 17 februari 1911 - Elsene, 15 december 1991) en ze hadden drie zoons.
Hij trad in de diplomatie in 1932. Hij werkte op de ambassades in Washington, Mexico en Londen, waar hij actief werd in dienst van de Belgische regering in ballingschap. Hij was vervolgens zaakgelastigde in Madrid en onderhandelde - vergeefs - met de regering Franco over de uitlevering van Léon Degrelle. In 1951 werd hij consul-generaal in Rabat. Hij besloot zijn carrière als ambassadeur in Lissabon (1958-1962) en Madrid (1963-1967). Hij werkte van 1967 tot 1971 op het ministerie van Buitenlandse Zaken in Brussel.
Zijn zoons waren:
- Christian Beyens (1938-1986) x Beatrice Elleboudt (°1939).
- François Beyens (°1941), arts, secretaris-generaal van de 'International Council of Medical Acupuncture and Related Techniques (ICMART)'.
- Ghislain Beyens (Woking 1953 - Alicante 2001).

## Henri Beyens

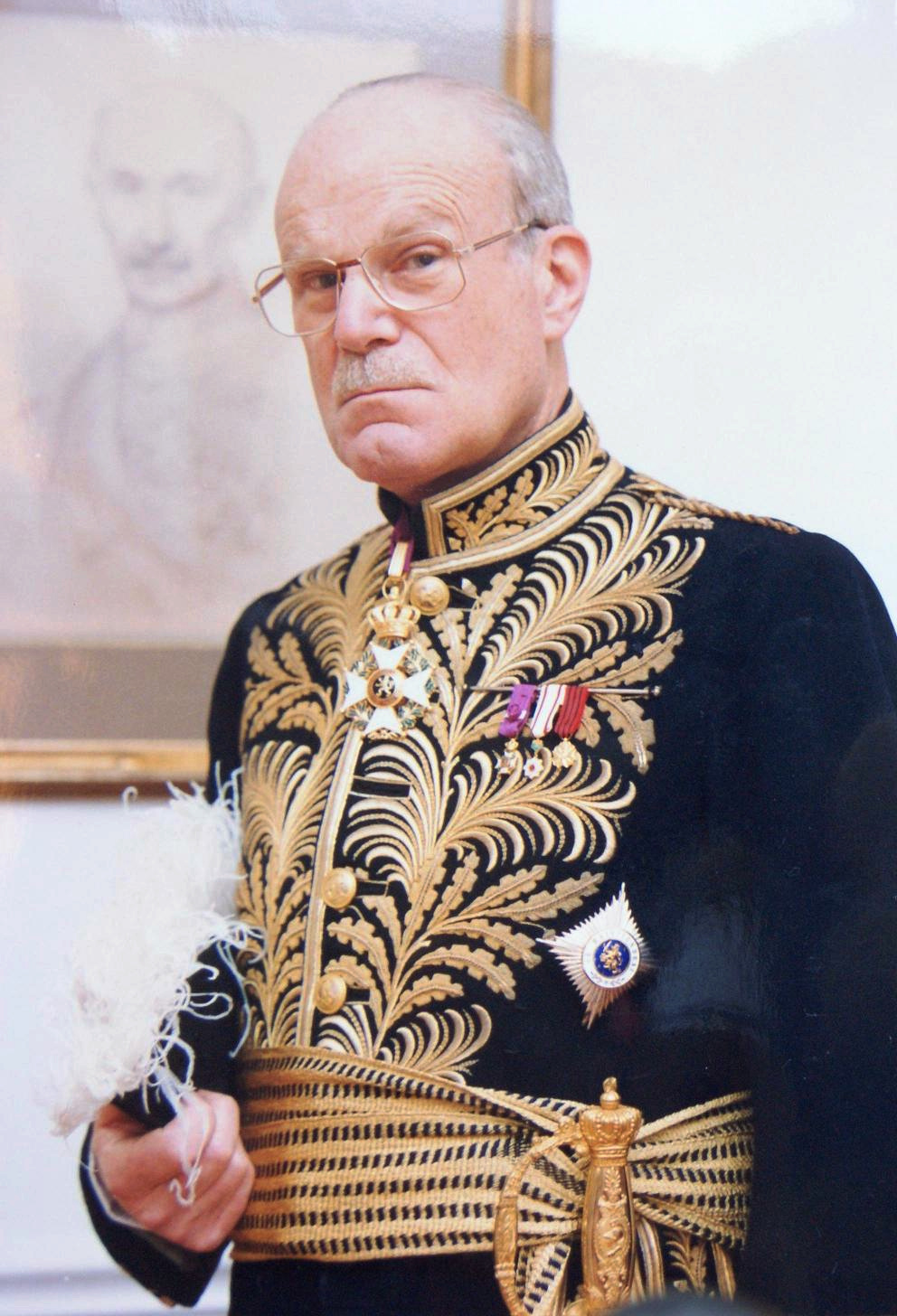
Baron Henri Beyens (1933-2018), Belgisch ambassadeur

Jean-Baptiste, genaamd Albert Beyens (Brussel, 29 augustus 1910 - Neuilly-sur-Seine, 28 juni 2013) was de derde zoon van Napoleon-Eugène Beyens. Hij trouwde met Anne O'Connor (Parijs 1910-2000).
Zijn oudste zoon, Henri-Eugène Beyens (Etterbeek, 3 april 1933 - Ukkel, 30 april 2018), trouwde in 1964 met de Franse ingenieur Marie-Térèse Henry (Nantes, 8 januari 1935 - Brussel, 26 april 2014) en werd Belgisch diplomaat. Hij begon zijn loopbaan in 1957 en kreeg als eerste post in 1959 Havanna, net na de aanvang van het regime van Fidel Castro. Hij was vervolgens werkzaam op de Belgische ambassades in Parijs, Islamabad, Tokio, Rio de Janeiro en Den Haag.
In 1987 werd hij ambassadeur in Praag en maakte er de Fluwelen Revolutie mee, met de eerste democratische verkiezingen en de verkiezing van Vaclav Havel tot president. In 1991 werd hij directeur-generaal van de politiek op het ministerie van Buitenlandse Zaken. Hij werd vervolgens ambassadeur bij de Heilige Stoel en bij UNESCO.

## Genealogische schets
- Livinus Beyens x Joanna Wanseel
  - Laurentius Beyens[10] (Nazareth 28 maart 1630) x Petronella Wouters[11] (minstens tien kinderen)
    - Paulus Beyens[12] (Nazareth 29 oktober 1659) x Joanna Vermeersch
      - Franciscus Beyens[13] (Nazareth 7 augustus 1691) x Josine (Judoca) Van Acker.
        - Petrus Beyens[14] (Wontergem 21 januari 1721)
        - Jean-François Beyens[15] (Wontergem 18 januari 1723)
        - Joseph Beyens[16] (Wontergem 5 januari 1725)
        - Jacobus Beyens[17] (Wontergem 15 februari 1727)
        - Petrus-Franciscus Beyens[18] (Wontergem 16 februari 1731 - Deinze 24 augustus 1794), x Marie-Jeanne Camberlyn (1724-1801)
          - Marie-Thérèse (1754-1782)[19]
          - Caroline (1756-na 1767)[20]
          - Jean-Baptiste-Hubert (1757 - voor 1766)[21]
          - Constant (1758-1808)[22]
          - Albert (1760-1827)[23]
          - Isabelle (1760-voor 1767)[24]
          - Eugène-François (1762-1793)[25]
          - Rosalie (1764- na 1796)[26]
          - Jean-Baptiste-Justin (1766-1829),[27]
            - Hortense Beyens x Hubert Lambert de Stuers, Nederlands generaal
            - baron Eugène Beyens (1816-1894), x Maria de las Mercedes Alcala Galiano y Valencia (1828-1917)
              - baron Napoleon-Eugène Beyens (1855-1934), x Marguerite Oppenheim (1871-1949)
                - baron Antoine-Nicolas Beyens (1906-1995), x Simonne Goüin (1911-1991)
                  - baron Christian Beyens (1938-1986), x Beatrice Elleboudt (°1939)
                  - baron François Beyens (1941), chef de famille x I-Chuan Wu (1951-)
                  - baron Ghislain Beyens (1953-2001)

                - baron Jean-Baptiste, genaamd Albert Beyens (1910-2000), x Anne O'Connor (1910-2000).
                  - baron Henri-Eugène Beyens (1933-2018), x Marie-Térèse Henry (1935-2014)
                    - baron Emmanuel Beyens (1968-), portretschilder x Gianna-Lia Cogliandro (1967-)

                  - baron Thierry Beyens (1936)

              - baron Hubert Beyens (1861-1946), x Alina de Mot (1867-1958)
                - baron Serge Beyens (1891-1943)

          - Isabelle (1767 - na 1803).[28] Deze tweede Isabelle (niet vermeld bij Poplimont) was het die trouwde met Jean-Baptiste Gheldolf en niet de eerste, die vroeg stierf. Ze waren de ouders van Albert Gheldolf, senator, historicus en aanlegger van de Eugeniapolder.

### Beyens, de juristenfamilie
- Mémoire contenant la réfutation des faits et moyens allégués par les sieurs Jos. Thys et consors, Gent, 1847.
- Eugène COEMANS, Albert Beyens, in: Biographie nationale de Belgique, T. II, Brussel, 1868, col. 401-403.
- Eugène COEMANS, Jean Beyens, in: Biographie nationale de Belgique, T. II, Brussel, 1868, col. 401-403.
- A. SCHILLINGS, Matricule de l'université de Louvain, Tome IX (30 août 1776-11 novembre 1789), Brussel, 1967.
- Philippe VAN HILLE, Het Hof van Beroep te Brussel en de rechtbanken van Oost- en West-Vlaanderen onder het Frans Bewind, Handzame, 1970.
- Conny DEVOLDER, De notabelen van het keizerrijk (1804-1814). Het Scheldedepartement, in: Handelingen van de maatschappij voor geschiedenis en oudheidkunde in Gent, 1991.
- René DE CLERCQ, Vrijmetselaars in Groot-Deinze voor 1830, Deinze, 1991-1994
- Guy SCHRANS, Vrijmetselarij te Gent in de XVIIIe eeuw, Gent, 1997 en 2009
- Conny DEVOLDER, Grands notables du Premier Empire. Volume 28, Escaut, C. N. R. S., Paris, 2001
- Walter PREVENIER & Romain VAN EENOO (dir.), Geschiedenis van Deinze, Deinze, Deel I, 2003 - Deel II, 2005 - Deel III, 2007.
- Herman MAES, Over de notarissen in Deinze, in: Bijdragen tot de geschiedenis van Deinze en de Leiestreek, 2009, p. 13-57
- Guido DEMUYNCK, Inleiding tot de geschiedenis van het notariaat te Deinze, VVF Deinze, 2011.
- Bart COPPEIN en Jérôme DE BROUWER, Histoire du barreau de Bruxelles / 1811–2011 / Geschiedenis van de balie van Brussel, Brussel, Bruylant, 2012, blz. 28, 33, 39.

### Beyens, de diplomatenfamilie
- Isidore DE STEIN D'ALTENSTEIN, Annuaire de la noblesse de Belgique, Brussel, 1852, p. 111-115.[29]
- Charles POPLIMONT, Chevalier de l'ordre des SS. Maurice et Lazare, La Belgique héraldique recueil historique, chronologique, généalogique et biographique complet de toutes les maisons nobles reconnues de la Belgique, tome Ier, Brussel, typographie de G. Adriaens, 1863, blz. 625-628.[30]
- Felix-Victor GOETHALS, Archéologie des familles de Belgique, première livraison, Brussel, Imprimerie de Polach-Duvivier, 1864, blz. 98 tot 101.
- Paul BOURGET, Un diplomate belge à Berlin. L'Illustration, 26 décembre 1931.
- Baron BEYENS, Un diplomate au service de son pays. Le baron Beyens, ministre des Affaires étrangères, Brussel, z. d.
- État Présent de la noblesse du Royaume de Belgique, Editions Tradition et Vie, Bruxelles 1960
- Fernand VAN LANGENHOVE, Eugène Beyens, in: Biographie nationale de Belgique, T. XXXIV, Brussel, 1967-68, col. 71-79
- Oscar COOMANS DE BRACHÈNE, État présent de la noblesse belge, Annuaire 1984, Brussel, 1984
- Paul JANSSENS en Luc DUERLOO, Wapenboek van de Belgische adel, Brussel, 1992.
- Oscar COOMANS DE BRACHÈNE, État présent de la noblesse belge, Annuaire 2003, Brussel, 2003
- Henri BEYENS, Aux avant-postes de la diplomatie. Le baron Beyens, ministre de Belgique à Berlin (1912-1914), in: Bulletin van de Vereniging van de Adel, 2014.
- A. VAN DEN ABEELE, 'Nazareth zendt zijn zonen uit. Beyens: van landbouwers tot diplomaten', in: Kring voor geschiedenis en kunst van Deinze en de Leistreek 131 (2014)

## Voetnoten
1. ↑  Het is nog niet mogelijk te bepalen welke Livinus Beyens de burgemeester van Nazareth was. Dat kan zijn Livinus Beyens, getrouwd met Maria Mamond en vermeld op 17 november 1644, of Livinus Beyens, getrouwd met Judoca Tuyck (Buycks) vermeld op 3 août 1647, of nog Livinus Beyens, getrouwd met Joanna Wanseel.
2. ↑  Frans De Potter en Jan Broeckaert, Geschiedenis van de gemeenten der Provincie Oost-Vlaenderen, Gent, 1864-1870, deel V, p. 45.
3. ↑  De geboorte van Laurentius in Nazareth op 28 maart 1630, ontneemt iedere mogelijkheid van een filiatie vanaf de Jacques-François Beyens die in mei 1644 in Waals Brabant was geboren binnen de adellijke familie Van Beyens de Grambais.
4. ↑  K. SMITH, Over de hoeven van Deinze, in: Bijdragen tot de geschiedenis der stad Deinze en van het land aan Leie en Schelde, LIII, 1986, blz. 106-109.
5. ↑  Soms vindt men de geboortedatum van de oudste broer Petrus, nl. 1721. De accurate auteur Guy Schrans geeft 1731, net als René De Clerck die opzoekingen heeft gedaan in de parochieboeken. Gedoopt op 17 februari (die 17 februarii Baptizavi Petrum Franciscum Beyens'), maar geboren daags tevoren op 16 februari ("natum pridie").
6. ↑  Poplimont vermeldde hem onterecht als 'préfet'.
7. ↑  Poplimont meldt dat hij in 1787 de eerste was in het 'Concours général'. Juist is te zeggen dat hij in de Concursus Philosophicus op 9 augustus 1787 de eervolle tweede was, na de primus Van der Vrecken. Het werd aldus vermeld op het doopregister: hic fuit anno 1787 in promotione generali secundus lovaniensis.
8. ↑  Poplimont, niet verlegen om een vergissing, vermeldt de Belgische adelserkenning op de datum van 20 december 1850. De juiste datum, gemeld in Wapenboek van de Belgische adel en Etat présent de la noblesse belge is 15 juli 1851.
9. ↑  L. LARTIGUE, Loge des Amis Philanthropes. Précis historique, Deuxième partie (1855-1876), Brussel, 1897, blz. 92. Het kan ook in vroegere jaren geweest zijn dat hij werd geïnitieerd, want hij wordt vermeld als ministre de Belgique à La Haye.
10. ↑  Nazareth, parochie Onze-Lieve-Vrouw-Geboorte: Item 28 (martii 1630) baptisata est Laurentia Beijens filia Livini et Joannae Wanseel coniugum, susceptoribus Laurentio Beijens et Elisabetha Crombrughe. De pastoor heeft een 'lapsus calami' bedreven door de naam in het vrouwelijk te schrijven. Maar het feit dat het kind de naam van de peter Laurentius droeg, bewijst dat hij mannelijk was, als meisje zou « ze» de naam Elisabetha gekregen hebben. De tafels hebben de fout trouwens verbeterd en noemen hem Laurentius: Beyens Laurentius f Livinus en Wanseel Joanna 28 maart 1630 p. 3.
11. ↑  De tafel van de huwelijken geven “Beyens Laurentius x Wauters Petronella 18 ap 1651 p. 1275”, maar op die datum is daar geen huwelijk tussen Laurentius Beyens en Petronella Wauters. Laurentius Beyens was alleen maar getuige voor een andere huwelijk: Item contraxerunt sponsalia die 8a octobris Joannes Cnudde et Elysabeth Everaerts coram J(ac)obo Schuermans ut parocho Laurentio Beijens et Joanne de Vreese ut testibus.
12. ↑  Nazareth, parochie Onze-Lieve-Vrouw-Geboorte: Annus 1659. Item eadem die (trigesima octobris) baptizavi Paulum Beijens filium Laurentij et Petronille Wauters coniugum natum pridie circa primam pomeridianam susceptores fuerunt Paulus Wouters et Susanna Verstichele. J. Juet presbyter.
13. ↑  Nazareth, parochie Onze-Lieve-Vrouw-Geboorte, doop 8 augustus 1691: Die 8 augusti baptizavi Franciscum Beyens filium Pauli et Joanne Vermeersch natum pridie ad 4 pomeridie suscepere Franciscus Van Craeynest et Adriana Vandaele. Guil(ielmus) Sanders (presbyter).
14. ↑  Wontergem (parochie St Agnes): Anno 1721 die 21 Januarii Ba(ptiz)avi Petrum filium Francisci Beyens et Judoce Van Acker coniugum natum hodie circa 7 matutinam, susceptores Petrus Van Acker et Joanna Vermersch. Petrus Weyn pastor in Wonterghem.
15. ↑  Wontergem (parochie St Agnes): Anno 1723 die 19 Januarii Baptizavi Joannem Franciscum filium Francisci Beyens et Judoce Van Acker coniugum natum pridie circa 6am vespertinam, susceperunt Joannes Baptista Beyens et Catharina Van Overbeke ita est. Petrus Berth Vicep(astor): in Aersele.
16. ↑  Wonterghem (parochie St Agnes): Anno 1725 die 5 Januarii Ba(ptiz)avi Josephum Beyens filium Francisci, et Judoce Van Acker coniugum natum hodie mane circa septimam: susceptores Philippus Van Daele nomine Francisci Van Craeweghem et Judoca Tytgadt nomine Petronille Beyens. Petrus Weyn pastor in Wonterghem.
17. ↑  Wontergem (parochie St Agnes): Anno 1727 die 15 februarii Ba(ptiz)avi Jacobum filium Francisci Beyens et Judoce Van Acker coniugum, natum hodie circa 6tam matutinam, susceptores Judocus Van Daele et Francisca Van Acker. Petrus Weyn pastor in Wonterghem.
18. ↑  Wontergem (parochie St Agnes): Anno 1731 die 17 februarii Baptizavi Petrum Franciscum Beyens filium Francisci et Judoce Van Acker coniugum natum pridie circa 6tam matutinam: susceptores Franciscus Van Herrewege et Livina Beyens. Petrus Weyn pastor in Wonterghem.
19. ↑  peter François Beyens, meter Marie-Jeanne Amelot
20. ↑  peter Gilles Guillaume Camberlyn, meter Marie Françoise Van Ackere
21. ↑  peter Hubert Camberlyn, meter Marie Catherine Van Houtte
22. ↑  peter Pierre François Beyens, meter Marie-Thérèse Camberlyn
23. ↑  peter Gilles Guillaume Beyens, meter Marie-Caroline Achtens
24. ↑  peter Jean-Baptiste van Hanewijck, meter Angelina Praet
25. ↑  peter Gilles Guillaume Camberlyn, meter Marie-Jeanne Vercauteren
26. ↑  peter François Van Zele loco pater Hubert Camberlyn, meter Jeanne Marie Martens
27. ↑  peter Jean-Baptiste Camberlyn, meter Anne Justine De Graeve
28. ↑  peter Antoine Merry, meter Caroline Beyens
29. ↑  Het artikel aan deze auteur gewijd op Wikipedia (Frans) merkt terecht op: Ook al is het werk van Isidore de Stein d'Altenstein interessant voor de 19de eeuw, van zodra hij verder opklimt vertoont hij de gebreken van menig genealoog uit zijn tijd en is zijn werk weinig geloofwaardig.
30. ↑  Poplimont ging zeer "creatief" om met genealogieën. Ook in het geval van de familie Beyens was dit zo.